# Amityville Horror – Eine wahre Geschichte
Amityville Horror – Eine wahre Geschichte ist ein US-amerikanischer Horrorthriller von Andrew Douglas aus dem Jahr 2005. Der Film ist eine Neuverfilmung von The Amityville Horror aus dem Jahr 1979. Er ist eine Co-Produktion von Metro-Goldwyn-Mayer, Dimension Films, Platinum Dunes, Radar Pictures Inc. und United Artists im Verleih der 20th Century Fox of Germany und kam am 15. April 2005 in die US-amerikanischen und am 21. April 2005 in die deutschen Kinos.

## Handlung
In der Nacht des 13. November 1974, Ocean Avenue 112 (mittlerweile umbenannt in Ocean Avenue 108) in Amityville, Long Island: Der älteste Sohn der DeFeos, Ronald DeFeo Jr., erschießt seine Eltern in deren Schlafzimmer, geht dann zu den Kindern ins Zimmer und tötet auch sie mit einem Gewehr. Da er die kleine Jodie zuerst nicht im Bett vorfindet, geht er zum Wandschrank, wo sie sich versteckt hat, und erschießt schließlich auch sie.
Ein Jahr später, im November 1975, kaufen George und Kathy Lutz das Haus zu einem sehr günstigen Preis und ziehen kurz darauf mit ihren drei Kindern ein. Doch das Glück währt nicht sehr lange, weil mysteriöse Vorfälle die Harmonie der Familie trüben. Chelsea, die Jüngste der Familie, redet mit dem Geist von Jodie DeFeo, doch niemand will ihr glauben, und George bekommt beängstigende Visionen, verändert sich zunehmend und zieht schließlich in den Keller. Im Traum durchbricht George eine Wand und findet einen versteckten Folterkeller. Dabei wird durch fürchterliche Visionen klar, dass in dem Haus einmal ein satanistischer Missionar gelebt hat, der Indianer folterte und opferte. Georges Zustand verschlechtert sich weiter, bis er im Affekt den Hund der Familie mit der Axt tötet, weil er ihn als Dämon gesehen hat. Auch vor seiner Familie machen diese Wahnvorstellungen nicht halt, bis er schließlich auch auf die Kinder losgeht. Stimmen in seinem Kopf befehlen ihm immer wieder, sie zu fangen und zu töten. Die Sache eskaliert, als George versucht, seine Frau zu ertränken und mit der Motorschraube seines Bootes zu töten. Doch sie kann sich befreien und aus dem Wasser retten.
Am 28. Tag jedoch verliert George teilweise den Verstand und läuft Amok. Dabei geht er mit seiner Axt auf Billy, den ältesten Spross der Familie, los. Zwischendurch hat er jedoch klare Momente und bittet darum, selbst getötet zu werden, da er sich nicht mehr unter Kontrolle hat. Doch seiner Frau Kathy gelingt es, George zu überwältigen. Sie schleifen ihn nun zum Boot und flüchten, so schnell es geht, mit der gesamten Familie aus dem Einflussbereich des Hauses. Am nächsten Morgen ist George wieder normal, und alles scheint überstanden zu sein. Im Haus jedoch scheinen die Geister und Dämonen immer noch keine Ruhe zu finden.

## Besetzung und Synchronisation
| Figur          | Darsteller        | Deutscher Sprecher   |
| -------------- | ----------------- | -------------------- |
| George Lutz    | Ryan Reynolds     | Dennis Schmidt-Foß   |
| Kathy Lutz     | Melissa George    | Marie Bierstedt      |
| Billy Lutz     | Jesse James       | Maximilian Artajo    |
| Michael Lutz   | Jimmy Bennett     | Julius Hasper        |
| Chelsea Lutz   | Chloë Moretz      | Soraya Richter       |
| Lisa           | Rachel Nichols    | Sonja Spuhl          |
| Vater Callaway | Philip Baker Hall | Wolfgang Völz        |
| Jodie DeFeo    | Isabel Conner     | Nora Isabellé Motoya |
| Ronald DeFeo   | Brendan Donaldson |                      |

## Kritik
„Die durch eine ‚wahre Begebenheit‘ motivierte ‚peppige‘ Variation des Horrorfilms Amityville Horror (1979) erweist sich schnell als in allen Belangen gescheiterte Neuverfilmung, die planlos Geisterhaus-Klischees zitiert und einen strukturierten Spannungsaufbau vermissen lässt.“

## Hintergründe
- Die Dreharbeiten mit einem Budget von etwa 19 Millionen US-Dollar begannen am 2. August 2004 unter anderem in Buffalo Grove, Antioch, Chicago und Fox Lake in Illinois, USA. Weitere Drehorte befanden sich in Salem und Silver Lake in Wisconsin, USA. Sie wurden am 12. Oktober 2004 abgeschlossen.
- Der Film spielte allein am Startwochenende in den USA vom 15. bis 17. April 2005 knapp 24 Millionen US-Dollar ein. Insgesamt erreichte er ein Einspielergebnis in den USA von rund 64 Millionen US-Dollar.
- Die Hauptrollen von George und Kathy Lutz übernahmen diesmal Ryan Reynolds und Melissa George, die durch ihre Rollen in Blade: Trinity (Reynolds), Smokin’ Aces (Reynolds) und Mulholland Drive – Straße der Finsternis (George) bekannt geworden sind. Melissa George spielte des Weiteren auch einige Nebenrollen in Friends, Alias und Dark City. Ryan Reynolds spielte unter anderem auch Rollen in Akte X, Outer Limits und Scrubs – Die Anfänger.
- Regie führte der relativ unbekannte Werbe- und Dokumentarfilmer Andrew Douglas, der die Dokumentationen The Source of Evil und Searching for the Wrong-Eyed Jesus ablieferte.
- Die Musik zum Film stammt von Steve Jablonsky, der unter anderem Soundtracks zu Michael Bays Die Insel, Bad Boys II, dem Remake zu The Texas Chainsaw Massacre und The Texas Chainsaw Massacre: The Beginning komponierte.
- In den USA bekam der Film wegen seiner expliziten Darstellung grausamer Gewalt nur eine R-Einstufung von der MPAA, was Jugendlichen unter 17 Jahren nur mit Begleitung der Eltern oder eines Erwachsenen erlaubt, die Vorstellung zu besuchen. Um den Film nicht mit einem NC-17 in die Kinos zu bringen, was einen sicheren Flop bedeutet hätte, wurde der Film neu geschnitten und der Bewertung nochmals vorgelegt, und erst dann erhielt der Film die Einstufung R.
- Die handelnden Personen haben wirklich existiert, der mehrfache Mord hat stattgefunden, und die Lutzes haben in dem Haus gewohnt. Der Spuk-Anteil der Geschichte wurde jedoch angeblich von George Lutz und William Weber, Ronald DeFeos Anwalt, erfunden, teils, um Geld zu machen, teils um ein neues Verfahren für DeFeo zu erreichen. George Lutz starb im Mai 2006 im Alter von 59 Jahren.

## Auszeichnungen
2005 bekam Ryan Reynolds den Teen Choice Award für die Beste Grusel-Szene.